# Deutsches Theater (Berlin)
Pour les articles homonymes, voir Deutsches Theater.

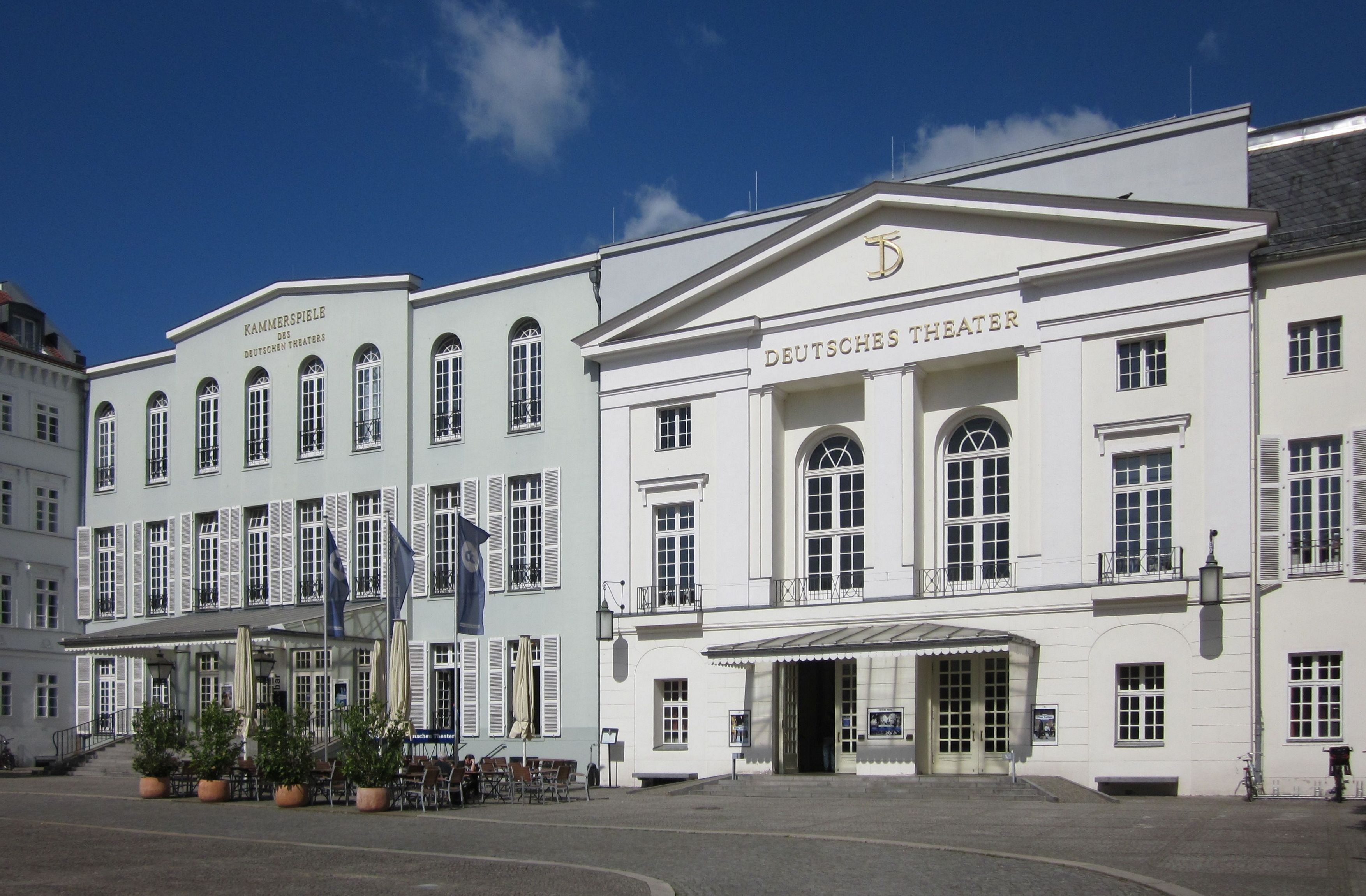
Le Deutsches Theater en 2011.

Le Deutsches Theater est un théâtre berlinois créé en 1883 par Adolf L'Arronge. Alors que le théâtre royal est le bastion du conservatisme et du classicisme sous l'emprise de l'empereur Guillaume II, le Deutsches Theater s'emploie à présenter de grandes œuvres classiques à un public populaire.
La compagnie est ensuite reprise par Otto Brahm qui joue entre autres des pièces de Gerhart Hauptmann, auteur peu apprécié de Guillaume II.
Max Reinhardt y commence sa carrière comme acteur, mais c'est comme metteur en scène qu'il a le plus de succès. En 1905, il prend la direction du Deutsches Theater, qu'il acquiert un an plus tard, et révolutionne la scénographie par une mise en scène innovante et des effets spéciaux développés grâce aux dernières technologies, notamment dans le domaine de l'éclairage.
Après l'arrivée des nazis au pouvoir, Max Reinhardt s'exile et c'est le metteur en scène Heinz Hilpert qui assume la direction du théâtre de 1934 jusqu'à la fermeture de l'établissement en septembre 1944.
Situé en zone soviétique durant la période de Berlin divisé, le Deutsches Theater, sous la direction de l'intendant Wolfgang Langhoff, accueille notamment les premiers pas de la troupe du Berliner Ensemble.